# Handle with Care
«Handle with Care» (с англ. — «Обращаться с осторожностью») — песня супергруппы The Traveling Wilburys, вышедшая в 1988 году первым треком альбома Traveling Wilburys Vol. 1. В написании песни участвовали все пять членов группы: Джордж Харрисон, Джефф Линн, Рой Орбисон, Том Петти и Боб Дилан.
Выпущенная отдельным синглом, «Handle with Care» стала крупнейшим хитом The Traveling Wilburys. Сингл поднялся до #45 в Billboard Hot 100, до второго места в чарте Hot Mainstream Rock Tracks, до #21 в UK Singles Chart и до #3 в ARIA Chart.
«Handle with Care» была первой песней The Traveling Wilburys. Изначально она должна была выйти на стороне «Б» сингла Джорджа Харрисона «This Is Love». Песня была написана Харрисоном и другими будущими участниками The Traveling Wilburys во время неформальной джем-сейшн в домашней студии Боба Дилана. Название для новой песни предложил Харрисон, увидевший в гараже Дилана коробку с надписью «Handle with Care». Та же коробка вдохновила Харрисона на написание первой строки песни: «been beat up and battered around». Затем другие присутствовавшие музыканты предложили новые строки и очень скоро написание текста песни было завершено. Затем в студии Дилана были быстро записаны музыкальные треки, впоследствии доработанные Джеффом Линном (которому было суждено стать продюсером группы).
Звукозаписывающий лейбл Харрисона решил, что песня была слишком хороша, чтобы выпускать её на стороне «Б» сингла. Вдохновлённые приятным опытом совместного творчества, музыканты, участвовавшие в создании «Handle With Care», снова собрались вместе и записали альбом Traveling Wilburys Vol. 1.
На песню было снято музыкальное видео, в котором члены группы исполняют песню в микрофон старого типа в заброшенном здании. В клипе периодически мелькают фотографии музыкантов в детском и юношеском возрасте.

## Список композиций
7" сингл
A «Handle With Care» (LP Version) — 3:20
B «Margarita» (LP Version) — 3:16
12" сингл (также 10")
A «Handle With Care» (Extended Version) — 5:14
B «Margarita» — 3:16
CD сингл
1. «Handle With Care» (LP Version) — 3:20
2. «Margarita» (LP Version) — 3:16
3. «Handle With Care» (Extended Version) — 5:14